# El Peñón, Hidalgo
El Peñón är en ort i Mexiko.   Den ligger i kommunen Alfajayucan och delstaten Hidalgo, i den sydöstra delen av landet, 110 km norr om huvudstaden Mexico City. El Peñón ligger 2 041 meter över havet och antalet invånare är 150.
Terrängen runt El Peñón är kuperad åt sydost, men åt nordväst är den platt. Terrängen runt El Peñón sluttar norrut. Runt El Peñón är det ganska glesbefolkat, med 31 invånare per kvadratkilometer. Närmaste större samhälle är Alfajayucan, 5,9 km norr om El Peñón. Omgivningarna runt El Peñón är en mosaik av jordbruksmark och naturlig växtlighet.